# Little Voice (сингл Хилари Даф)
Little Voice је пети званично објављен сингл америчке певачице Хилари Даф. Песма је обрада истоимене песме шведске певачице Салин из 2000. године. Песма се налази на Хиларином првенцу Metamorphosis и објављена је као трећи сингл. Спот за ову песму садржи делове са Хиларине Girl Can Rock Tour.

## Списак песама
1. - 03:03
2. - 03:35

Аустралијско издање
1. - 03:03